# Sherry cobbler

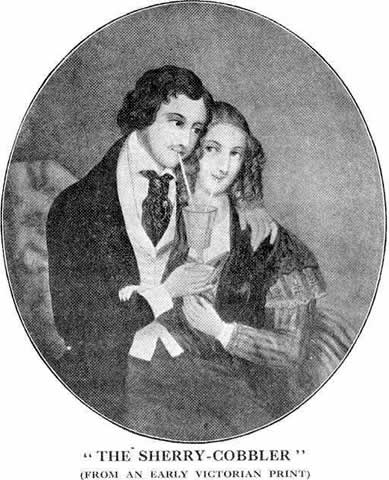
«Estampado victoriano temprano» que muestra a una pareja compartiendo un sherry cobbler con pajitas.

Un sherry cobbler es un cóctel estadounidense clásico elaborado con jerez, azúcar y cítricos. Sus orígenes no se conocen en detalle, pero se cree que se originó en algún momento de principios del siglo XIX. La primera mención conocida proviene de un diario de 1838 de una viajera canadiense a los Estados Unidos, Katherine Jane Ellice, pero no obtuvo reconocimiento internacional hasta que Charles Dickens incluyó la bebida en La vida y aventuras de Martin Chuzzlewit.
Para preparar la bebida, se mezclan naranja y limón con almíbar simple, se agrega jerez y la mezcla se agita con hielo en una coctelera y se cuela en un vaso Highball lleno de hielo picado. Las guarniciones incluyen hojas de menta, frambuesa y rodajas de naranja y limón. También se puede adornar con rodajas de piña o bayas de temporada. Algunas recetas agregan jugo de piña.
El rebujito, una bebida de Andalucía Occidental, es una bebida similar. 

## Historia
El sherry cobbler surgió durante la década de 1830 y se convirtió en una de las bebidas mixtas más populares en los Estados Unidos del siglo XIX. La invención de la pajita para beber en esta época hizo que las bebidas con hielo triturado como el sherry cobbler fueran más convenientes. La primera referencia conocida a un «cobbler» data del diario de la viajera canadiense Katherine Jane Ellice. Se incluyó en el primer libro que se sabe que es específicamente para bartenders, es decir, la edición de 1862 de Jerry Thomas de The Bartender's Guide. Esta receta original está hecha con solo tres ingredientes:
- 2 copas de vino jerez
- 1 cucharada de azúcar
- 2 o 3 rodajas de naranja

La popularidad de sherry cobbler inspiró muchas bebidas derivadas como champagne cobbler, claret cobbler y whiskey cobbler. En 1888, Harry Johnson escribió: «Esta bebida es sin duda la más popular en este país, tanto entre damas como entre caballeros», pero como muchos cócteles clásicos, su popularidad se desvaneció después de la Prohibición.
Una receta del siglo XIX para el sherry cobbler del 4 de julio se elabora con fresas, piel de limón, azúcar en polvo y jerez.

## Variaciones

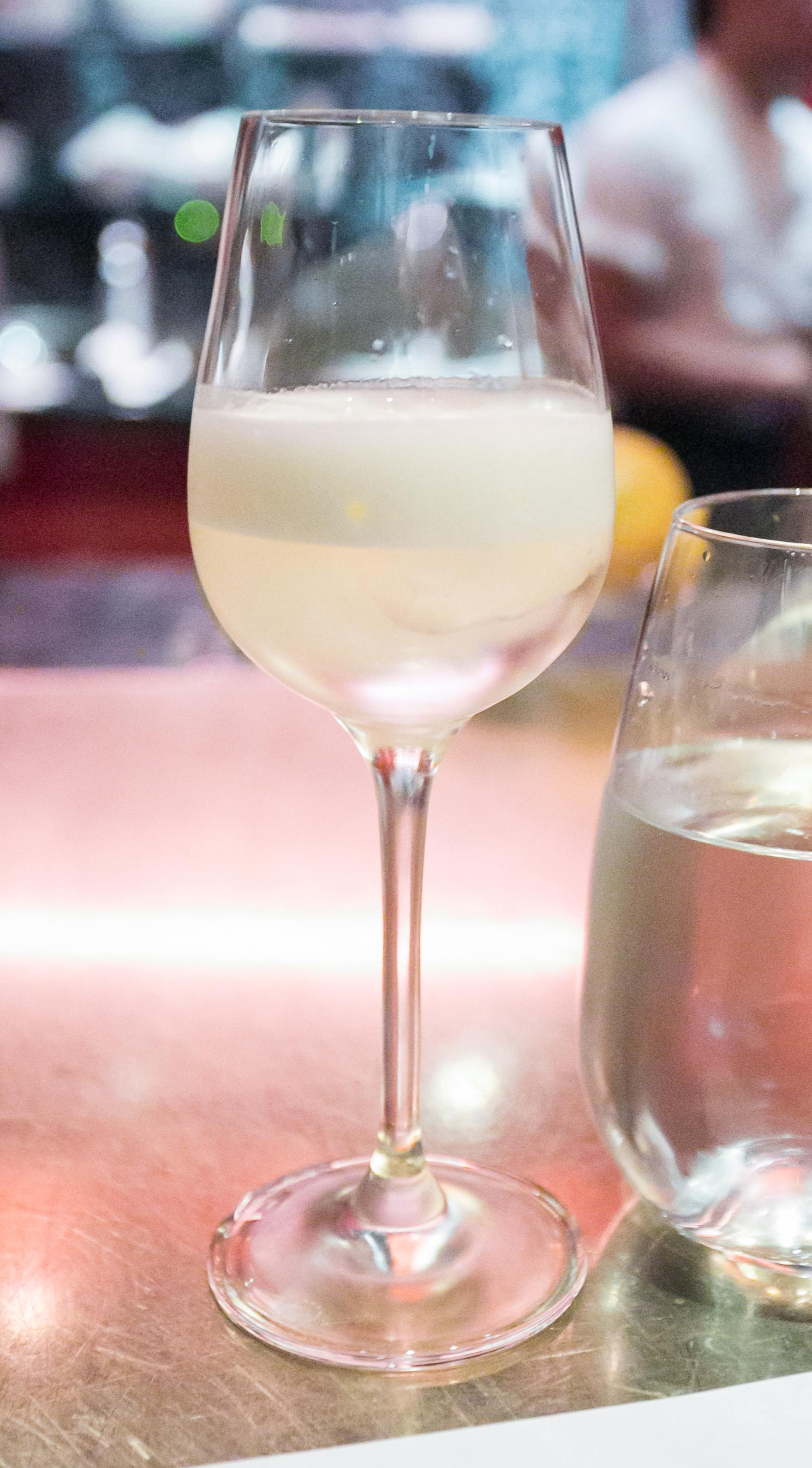
Un rebujito.

El rebujito es una bebida andaluza similar que se elabora combinando jerez y un refresco, normalmente limonada blanca o refresco de lima-limón.
Los cobbler clásicos no incluían frutas trituradas, pero la popularidad del sherry cobbler inspiró la creación de zapateros más elaborados.
El King's Cobbler se hizo con ruibarbo amaro llamado Zucca rabarbaro en lugar de vino fortificado. Otros ingredientes fueron fresas machacadas, jugo de limón fresco y almíbar simple, con una guarnición de hojas de menta.
El champagne cobbler se elabora con piña, limón y naranja triturados con licor de marrasquino y champán en una proporción de 1:4.